# Sekobarbital
Sekobarbital (INN, též secobarbital) je barbiturát poprvé syntetizovaný v roce 1928 v Německu. Má anestetické, antikonvulzivní, sedativní a hypnotické účinky. Jako první ho začala vyrábět firma Eli Lilly and Company pod názvem Seconal, ve Spojeném království byl znám jako Quinalbarbitone. Používá se ve formě volné kyseliny nebo sodné soli.

## Indikace
- léčba epilepsie
- krátkodobá léčba nespavosti
- premedikace před nepříliš bolestivými diagnostickými a léčebnými zákroky

## Vedlejší účinky
Vedlejší účinky sekobarbitalu jsou:
- ospalost
- porucha motorických funkcí
  - zhoršení koordinace pohybu
  - poruchy rovnováhy
  - závratě
- úzkost
- schvácenost
- agitace, podrážděnost nebo vzrušivost
- bolest hlavy
- nauzea
- zvracení
- noční můry
- zvýšená citlivost k bolesti
- alergické reakce
  - ztížené dýchání
  - edém
  - kopřivka

## Abstinenční příznaky
Sekobarbital patří mezi látky s významným vznikem závislosti, při náhlém vysazení po delším používání se mohou objevit abstinenční příznaky:
- úzkost
- nespavost
- ztráta chuti
- křeče
- tremor
- případně smrt

## Rekreační užívání
Sekobarbital začal být šířeji zneužíván v 60. a 70. letech 20. století, s příchodem benzodiazepinů byl však do značné míry opuštěn. Získal řadu přezdívek, například „reds“, „red devils“ či „red dillies“ (protože byl produkován ve formě červených kapslí), anebo také „seccies“. Další běžná přezdívka byla „red hearts“ (červená srdce). Méně často se mu říkalo „dolls“; za toto označení částečně vděčí románu Valley of the Dolls (od Jacqueline Susann), jehož hlavní hrdinky užívaly sekobarbital a další drogy.

## Použití jako smrtící injekce
Předávkování sekobarbitalem patřilo po mnoho let mezi nejčastější metody lékařsky asistované sebevraždy v Oregonu. Později převážilo používání pentobarbitalu. Sekobarbital je součástí veterinárního přípravku Somulose používaného pro euthanasii u koní a hovězího dobytka.